# باركو سيليزيا فويفود
باركو هي قرية في الحي الإداري في كومون امجرود داخل مقاطعة ترزبنكا في محافظة سيليزيا السفلى في جنوب غرب بولندا. 
تقع على بعد حوالي 8 كيلومتر (5 ميل) غرب اميكراد 27 كيلومتر (17 ميل) الشمال الغربي من ترزبنكا و 43 كيلومتر (27 ميل) شمال غرب العاصمة الإقليمية فروتسواف